# Dwie spłukane dziewczyny
Dwie spłukane dziewczyny (ang. 2 Broke Girls) – amerykański serial komediowy, sitcom, emitowany przez telewizję CBS. Premiera serialu miała miejsce 19 września 2011. Serial został wyprodukowany przez Michaela Patricka Kinga i Whitney Cummings na zlecenie Warner Bros. Television. 13 maja 2017 roku, stacja CBS ogłosiła zakończenie produkcji po szóstym sezonie.

## Fabuła
Akcja ma miejsce przede wszystkim na Brooklynie, czasem w innych częściach Nowego Jorku. Postacie rzadko opuszczają to miasto. Silny związek z Brooklynem podkreśla czołówka: Most Brookliński widziany z helikoptera. Przedstawia perypetie dwóch około 20-letnich kelnerek, Max Black (Kat Dennings), która pochodzi z ubogiej rodziny, i Caroline Channing (Beth Behrs), która pochodzi z bogatej. Obecnie wraz z Max pracuje w restauracji Williamsburg Diner w Brooklynie. Kelnerki szybko się zaprzyjaźniają, choć to trudna przyjaźń. Wspólnie nielegalnie wynajmują mieszkanie na Brooklynie, którego standard jest niezadowalający. Snują marzenia o otwarciu własnej cukierni, na co potrzebują 250 000 dolarów. Ale wiązanie końca z końcem jest trudne. Zarabiają po trzy dolary za dnia. Wraz z Max i Caroline w restauracji pracują: szef Han Lee (Matthew Moy), optymistyczny ukraiński kucharz Oleg (Jonathan Kite) i kasjer Earl (Garrett Morris). W nocy dorabiają w małej piekarni, sprzedając babeczki. Dzielnica ma tak złą opinię, że nim otworzą piekarnię, modlą się: Boże, spraw, by nas tutaj nie zamordowali. Pod koniec każdego odcinka następuje finansowe podsumowanie, czyli kwota pokazująca, ile dziewczyny zgromadziły pieniędzy do wyznaczonej przez nie kwoty 250 000 dolarów. Gdy interes na babeczkach przestał przynosić zyski, zatrudniły się w cukierni na Manhattanie, nie rezygnując z pracy u Hana. Caroline udało się zostać tam menadżerką. Później właścicielka powierzyła jej drugą cukiernię na lotnisku. W szóstym sezonie dziewczyny otwierają swój własny bar, będący rodzajem pubu, mieści się on na zapleczu jadalni Hana. Za dnia pracują dalej w jadalni, podczas gdy wieczorami prowadzą własny lokal. Pod koniec szóstego sezonu premierę ma film o życiu Caroline i Max.

## Postaci

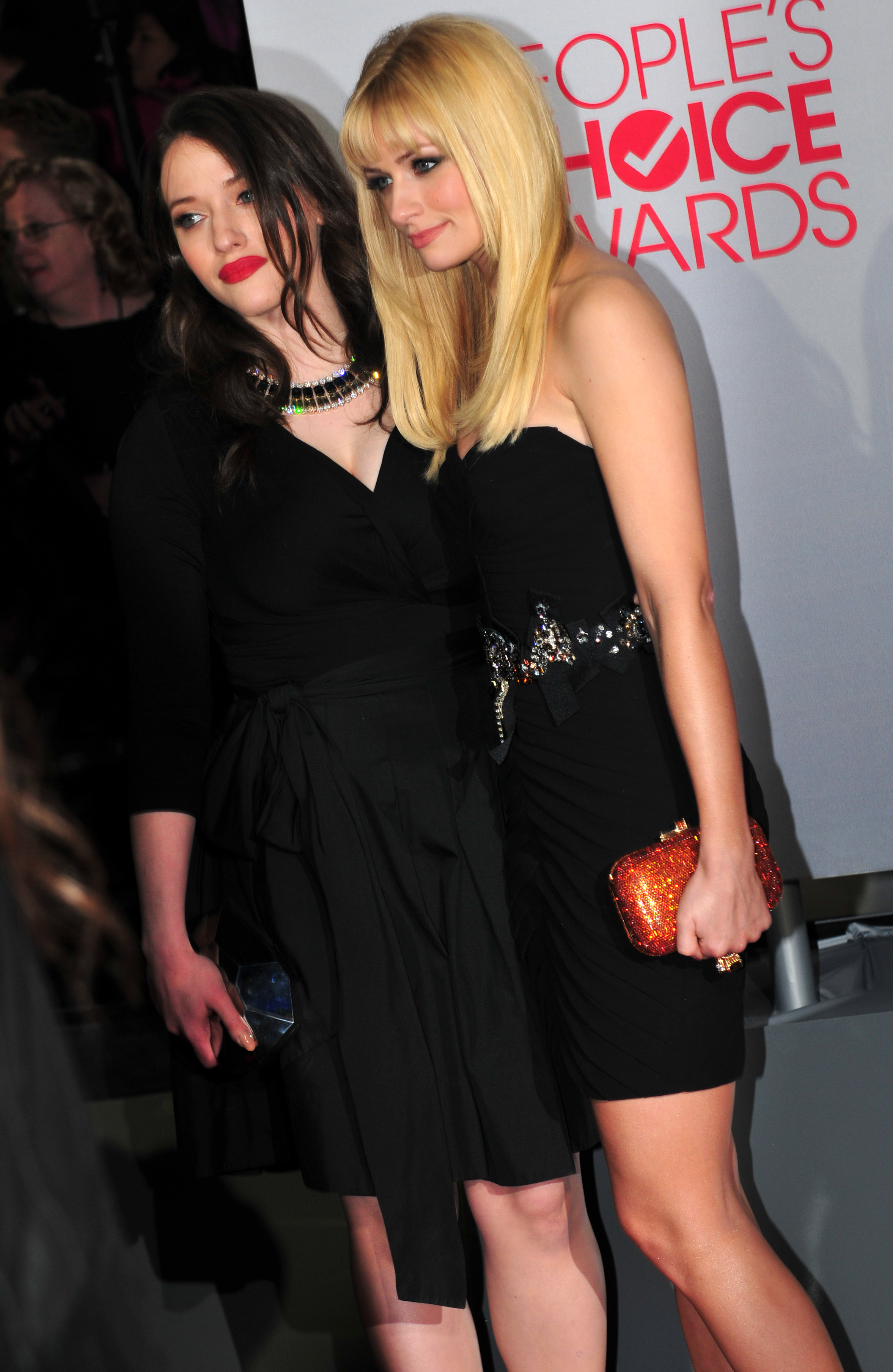
Kat Dennings i Beth Behrs na People’s Choice Award 2012.

- Max Black – pełna poczucia humoru piekarka. Miała trudne dzieciństwo, o którym często wspomina. Ojciec nieznany. Matka narkomanka i striptizerka. W dzieciństwie musiała mieszkać gdzie się dało jako dzika lokatorka, dowozić matce narkotyki rowerem, nawet wiozła ją samochodem, jeśli nie była w stanie prowadzić. Zerwała stosunki z matką, choć ma do niej numer.
- Caroline Wesbox Channing – córka miliardera, który zarabiał m.in. na piramidzie finansowej. Caroline jako dziecko była rozpieszczana. Po tym, jak sąd odebrał jej ojcu fortunę i skazał na więzienie, ocaliła tylko konia Kasztanka i naszyjnik z pereł. Nosi go zawsze przy sobie i wierzy, że jest jej amuletem. Często wspomina poprzednie życie. Zwykle nie popada w melancholię. Ze względu na atrakcyjny wygląd, koleżanki i koledzy bogacze przezywali ją: Księżniczka Piramidy Finansowej i Barbie Bankrutka.
- Sophie Kaczynski[2] – Polka z Warszawy. Właścicielka firmy sprzątającej. Ma mieszkanie w tym samym budynku co tytułowe bohaterki. Często stołuje się w restauracji, gdzie one pracują. Na co dzień prowokacyjnie się ubiera i zachowuje. Często wspomina swoją młodość w Polsce i rzekome polskie zwyczaje, które w większości są fikcyjne.
- Oleg (a właściwie Vanko Oleg Goliszewski) – ukraiński kucharz pracujący w tej samej restauracji. Bardzo często opowiada bardzo sprośne żarty i opisuje swoje seksualne przygody. Partner Sophie.
- Earl Washington – afroamerykański kasjer pracujący w tej samej restauracji od 1962 r. Dawniej był muzykiem jazzowym. Jego nazwisko widzowie usłyszeli dopiero w szóstym sezonie. Z ust dawnej narzeczonej gdy udało się jej powrócić z Kuby po tym, jak wyjechała tam w 1961 r.
- Han – bardzo niski Koreańczyk, właściciel restauracji. Wszyscy pracownicy nim pogardzają, wyśmiewając jego wzrost. A także jego pomysły na polepszenie oferty, jednocześnie nie dając im podwyżek.

## Założenia

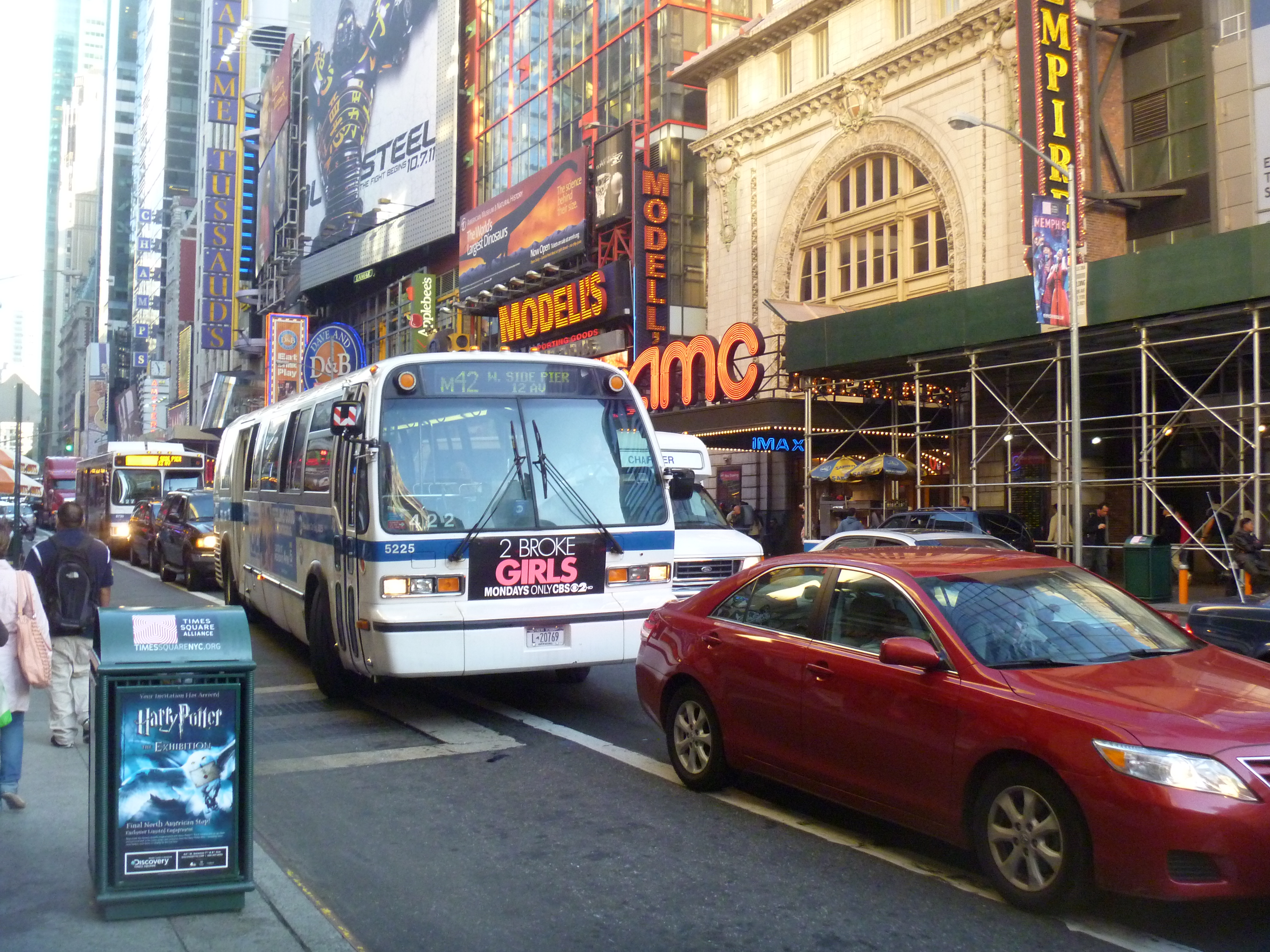
Reklama serialu na autobusie w Nowym Jorku

Tytuł każdego odcinka zaczyna się od przyimka „i” (and) oraz krótkiego wstępu przed intro, które odbywa się zazwyczaj w restauracji Hana. Na koniec każdego odcinka podana jest kwota, jaką zgromadziły Max i Caroline. Serial akcentuje niedoskonałości amerykańskiego systemu socjalnego, biedę oraz uprzedzenia między innymi na tle rasowym i narodowościowym. Obecne są również żarty z Polski za sprawą postaci Sophie, która miała się urodzić i wychować w Polsce. Pojawia się bardzo wiele aluzji związanych z seksem i narkotykami, postacie, a zwłaszcza główne bohaterki często zwracają się do siebie wulgarnie (bitch, whore – suko, dziwko). Wiele dialogów w prześmiewczy sposób nawiązuje do amerykańskich celebrytów.

## Obsada
- Kat Dennings – Max Black
- Beth Behrs – Caroline Channing
- Garrett Morris – Earl Washington
- Jonathan Kite – Oleg
- Matthew Moy – Han „Bryce” Lee
- Jennifer Coolidge – Sophie Kaczynski
- Brooke Lyons – Peach Landis (seria 1)

## Przegląd sezonów
| Seria | Seria | Odcinki      | Premierowa emisja    | Premierowa emisja | Premierowa emisja | Premierowa emisja    |
| Seria | Seria | Odcinki      | Premiera             | Finał             | Premiera          | Finał                |
| ----- | ----- | ------------ | -------------------- | ----------------- | ----------------- | -------------------- |
|       | 1     | 1–24 (24)    | 19 września 2011     | 7 maja 2012       | 1 marca 2012      | 10 października 2012 |
|       | 2     | 25–48 (24)   | 24 września 2012     | 13 maja 2013      | 29 kwietnia 2013  | 28 czerwca 2013      |
|       | 3     | 49–72 (24)   | 23 września 2013     | 5 maja 2014       | 12 stycznia 2014  | 27 kwietnia 2014     |
|       | 4     | 73–94 (22)   | 27 października 2014 | 18 maja 2015      | 1 marca 2015      | 31 maja 2015         |
|       | 5     | 95–116 (22)  | 12 listopada 2015    | 12 maja 2016      | 6 marca 2016      | 29 maja 2016         |
|       | 6     | 117–138 (22) | 10 października 2016 | 17 kwietnia 2017  | 18 marca 2017     | 28 maja 2017         |

## Wydania DVD
| Seria | Seria | Odcinki | Wydania DVD          | Wydania DVD          | Wydania DVD          |
| Seria | Seria | Odcinki | Region 1             | Region 2             | Region 4             |
| ----- | ----- | ------- | -------------------- | -------------------- | -------------------- |
|       | 1     | 24      | 4 września 2012      | 17 października 2012 | 14 października 2012 |
|       | 2     | 24      | 24 września 2013     | 7 października 2013  | 18 września 2013     |
|       | 3     | 24      | 14 października 2014 | 6 października 2014  | 22 października 2014 |
|       | 4     | 22      | 11 sierpnia 2015     | grudzień 2015        | 23 września 2015     |
|       | 5     | 22      | niewydany            | niewydany            | niewydany            |
|       | 6     | 22      | niewydany            | niewydany            | niewydany            |

## Rozwój i produkcja
Gdy powstanie serialu było dopiero planowane, nierozwinięty wówczas pilot był przedmiotem licytacji, którą 10 grudnia 2010 wygrał kanał CBS. 13 maja 2011 roku CBS podpisał umowę, w myśl której miał powstać nowy serial. Dwie spłukane dziewczyny to jedna z dwóch produkcji, w których Whitney Cummings jest producentem i współtwórcą.
18 lutego 2011 Dennings była pierwszą aktorką, która wygrała casting. Tydzień później, 25 lutego, Behrs wygrała casting do roli Caroline. 16 marca 2011 w castingu do kolejnych ról wybrano Morrisa, Moya i Kite’a.

## Odbiór
The Washington Post przyznał serialowi przeciętną ocenę C. Hank Stuever stwierdził, że serial jest nudny, ma trochę „taniego śmiechu” i jest odnowieniem The Odd Couple.
Krytyk Matthew Gilbert z The Boston Globe przyznał serialowi ocenę B+, będąc pod wrażeniem castingu, produkcji i humoru.
Podobnie pozytywnie wypowiadał się Mary McNamara na łamach Los Angeles Times.
Alan Pergament, były krytyk The Buffalo News, przyznał serialowi ocenę 3/4, ale ostrzegł, że ze względu na swoją sprośność jest on prawdziwym testem smaku.

## Nadawcy w innych krajach
- Polska – Comedy Central Polska
- Kanada – Citytv
- Wielka Brytania – E4
- Australia – Nine Network
- Brazylia – Warner Channel